# نادي داوغافا (2003)
نادي داوغافا لكرة القدم (Futbola klubs "Daugava" Rīga) هو نادي كرة قدم لاتفي من العاصمة ريغا، تأسس سنة 2003. يلعب حالياً في الدوري اللاتفي الممتاز. منذ تأسيسه في عام 2003 وحتى عام 2009 كان النادي يُعرف اسم إف كي يورمالا (FK Jūrmala). في عام 2012 غير إسمه إلى داوغافا ريغا (FK Daugava Rīga).

## الإنجازات
- 'دوري الدرجة الثانية
  - البطل (1): 2003
- كأس لاتفيا:
- الوصيف (1): 2010

### المشاركات الأوروبية
تأهل إلى الدوري الأوروبي لأول مرة في تاريخه في موسم 2014–15، وأُقصي من الدور التأهيلي الأول.
| الموسم  | المسابقة        | المرحلة              | النادي | نتيجة الإياب | نتيجة الذهاب | النتيجة الإجمالية |  |
| ------- | --------------- | -------------------- | ------ | ------------ | ------------ | ----------------- |  |
| 2014–15 | الدوري الأوروبي | الدور التأهيلي الأول | أبردين | 0–5          | 0–3          | 0–8               |  |

## وصلات خارجية
- الموقع الرسمي